# Coccinia sessilifolia
Coccinia sessilifolia là một loài thực vật có hoa trong họ Cucurbitaceae. Loài này được (Sond.) Cogn. mô tả khoa học đầu tiên năm 1881.

## Hình ảnh

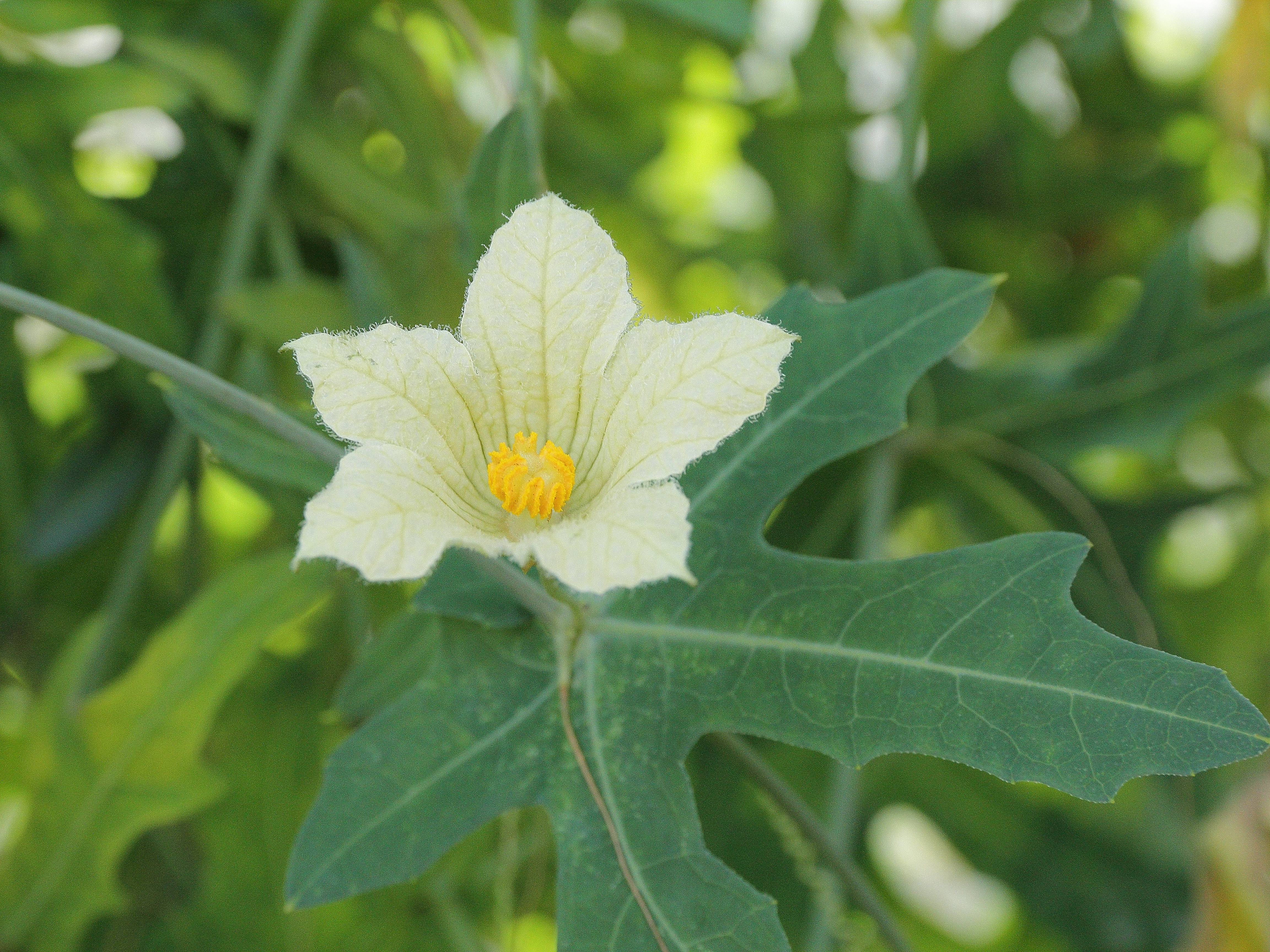
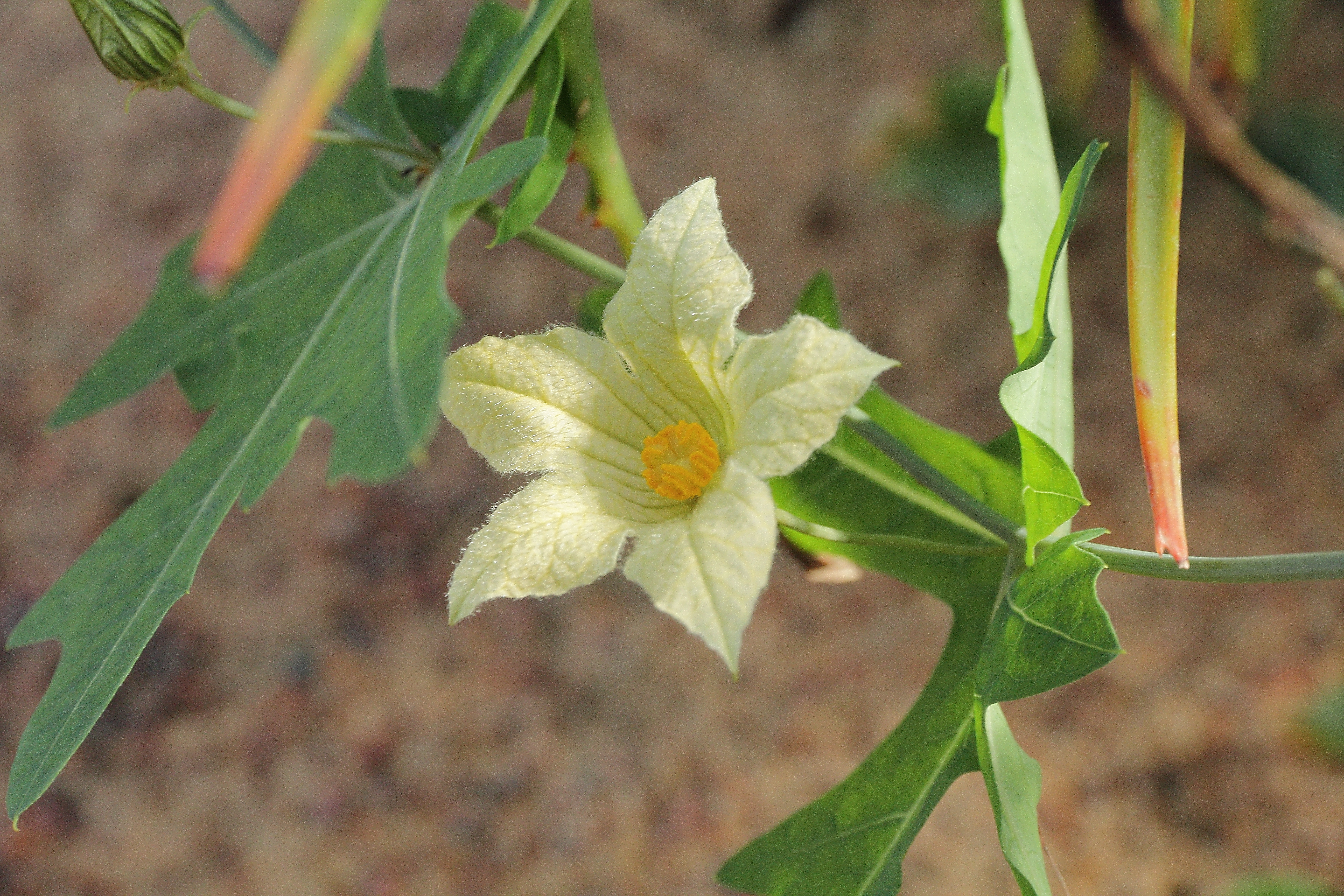
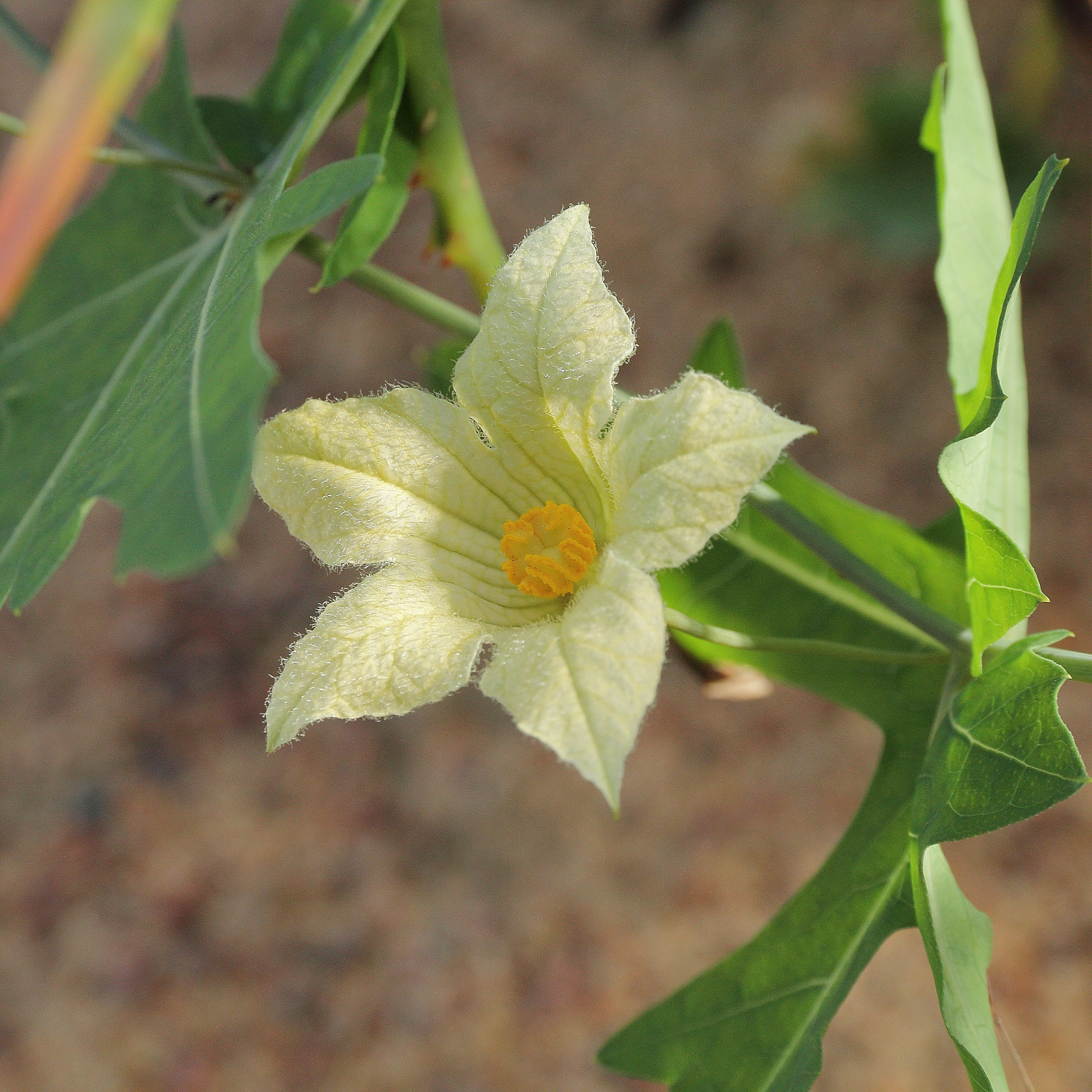